# 景公 (秦)
景公（けいこう）は、秦の第13代公。桓公の子。

## 生涯
桓公27年（前577年）冬、桓公が薨去したため、後を継いで秦公となる。
景公15年（前562年）冬、秦は鄭を援助し、晋軍を櫟（れき）で破った。この時、晋の悼公が諸侯の盟主となった。
景公18年（前559年）4月、晋の悼公は強盛で、しばしば諸侯と会合し、諸侯を率いて秦軍を破った。秦軍が敗走すると、晋軍はこれを追って涇水を渡り、棫林（よくりん）まで行って引き返した。
景公27年（前550年）、景公は晋へ赴き、晋の平公と和睦を誓ったが、やがてまたこれに背いた。
景公36年（前541年）、景公の母の弟である后子鍼（かん）が景公の寵愛を受けたため、その家は裕福になった。夏、ある者がこれを讒言すると、景公の誅殺を恐れた后子鍼は晋へ逃亡した。
景公40年（前537年）秋、薨去し、子の哀公が立って秦公となった。

## 参考資料
- 『春秋左氏伝』（襄公十一年、十四年、昭公元年、五年）
- 『史記』（秦本紀第五）